# Tristaria grouvellei
Tristaria grouvellei är en skalbaggsart som beskrevs av Edmund Reitter 1878. Tristaria grouvellei ingår i släktet Tristaria och familjen kapuschongbaggar. Inga underarter finns listade i Catalogue of Life.